# Incendies de 2021 au marché Dantokpa
Pour un article plus général, voir Incendies au marché Dantokpa.
Les Incendies de 2021 au marché Dantopka sont des épisodes de feu sur le marché ayant lieu le 25 mars 2021, le 4 avril 2021 au 5 avril 2021 et le 7 mai 2021 au 8 mai 2021.

## Contexte
Le marché Dantokpa connait des incendies régulièrement.
2021 est l'année avec le plus grand nombre d'épisodes de feu[réf. nécessaire]. À mi-2021, le marché est à son 3e incendie de l'année.

## Déroulement
Lors de l'incendie d'avril, alertés par les réseaux sociaux ou des témoins les victimes ont couru en vain pour sauver leurs effets des flammes où 61 pompiers, six camions citernes-incendie avec six petites lances et une lance monitor pour pouvoir abaisser l’intensité des flammes sont mobilisés pour éteindre le feu et protéger le reste du marché. Au nombre des dégâts, il est recensé la destruction des hangars de fortune, des céréales, des vaisselles, des fils électriques, des sacs de sucre, d’une cinquantaine de boutiques.
Les trois incendies ont toutes des origines inconnues. L'incendie d'avril occasionne la destruction de 12 000 m2 sur les 180 000 de superficie du marché Dantokpa sans perte en vies humaines. Celui de mai a touché la zone de vente des volailles tandis que quelques semaines auparavant c'était la zone de vente de céréales et de friperies qui était incendiée. Les dégâts matériels sont à chaque fois importants même s'il n'y a pas de perte en vies humaines.

## Réactions
Sur instruction du chef de l'État, le ministre chargé de l’Industrie et du Commerce s’est rendue sur les lieux le mardi 6 avril 2021 pour évaluer les dégâts causés et exprimer la compassion du gouvernement aux victimes, et rassure que le gouvernement fera tout son possible dans les meilleurs délais. Il s'agit notamment de la délocalisation dans le cadre du programme de construction de marchés urbains et régionaux.

« ... Dantokpa est un poumon économique, il y a de quoi parer au plus pressé pour trouver des solutions face à la situation »

— Shadiya Assouman, https://lanationbenin.info/incendie-au-marche-dantokpa-le-gouvernement-au-chevet-des-sinistres/